# Segona modernitat
La segona modernitat és una denominació encunyada pel sociòleg alemany Ulrich Beck per anomenar al període posterior a la modernitat.
Amb la modernitat es va trencar la societat agrícola a favor de la societat industrial. La segona modernitat transforma la societat industrial en una de nova i més reflexiva societat informacional o societat de xarxa.